# Lela Brooks
Lela Alene Brooks (7. Februar 1908 – 11. September 1990) war eine kanadische Eisschnellläuferin und mehrfache Weltrekordhalterin.
Die in Toronto geborene Brooks war das erste weibliche Mitglied des Old Orchard Skating Club und bestritt ihr erstes Rennen im Alter von 12 Jahren. Ihr Vater, ein Zahntechniker, und ihre Mutter liefen beide Schlittschuh und ermutigten ihre Kinder zu diesem Sport. Bis Ende 1925, als sie 17 Jahre alt war, hatte Brooks sechs Weltrekorde aufgestellt. Damals gab es nur Massenstartrennen; Brooks’ Taktik bestand darin, die Rennen von der Spitze zu bestreiten. Im Laufe ihrer Eislaufkarriere stellte sie 17 Weltrekorde auf und gewann viele Meisterschaften, alle in Nordamerika.
Trotz all ihrer Erfolge blieb Brooks während ihrer gesamten Karriere Amateursportlerin und hatte keinen offiziellen Trainer; als Vergünstigung erhielt sie im Jahr 1928 ein Auto geschenkt. Sie trainierte dabei auch mit Methoden wie im modernen Sport, z. B. Ernährungsplan und Radfahren im Sommer.
Sie qualifizierte sich für die Olympischen Winterspiele 1936, das erste Mal, dass Frauen im Eisschnelllauf offiziell antraten, entschied sich aber, sich zurückzuziehen. Noch im selben Jahr heiratete sie den Drogisten Russ Campbell. Brooks starb im Alter von 82 Jahren in Owen Sound.